# Mount Hemphill
Mount Hemphill ist ein 1800 m hoher und schneebedeckter Berg im Norden des ostantarktischen Viktorialands. Er ragt im südlichen Teil der Anare Mountains zwischen den Kopfenden des McLean-Gletschers und des Ebbe-Gletschers auf.
Der United States Geological Survey kartierte ihn anhand von Luftaufnahmen der United States Navy aus den Jahren von 1960 und 1963. Das Advisory Committee on Antarctic Names benannte ihn 1964 nach Leutnant Harold S. Hemphill, Offizier für Luftbildfotografie bei der Flugstaffel VX-6 in Antarktika zwischen 1962 und 1963 sowie zwischen 1963 und 1964.